# تپه بزمجرد ۴
تپه بزمجرد ۴ مربوط به دوران‌های تاریخی پس از اسلام است و در استان قزوین، شهرستان بویین زهرا، بخش دشتابی، روستای بزمجرد واقع شده و این اثر در تاریخ ۲۲ مرداد ۱۳۸۴ با شمارهٔ ثبت ۱۳۲۴۶ به‌عنوان یکی از آثار ملی ایران به ثبت رسیده است.